# 李谨行
李谨行（620年—683年），唐朝时靺鞨人、武官。
他是靺鞨酋帅突地稽之子。相貌伟岸，武力绝人。麟德年间，任营州都督。他的部落家僮有数千人，以财力雄据边关，被夷人（契丹、高句丽）所忌惮。乾封元年（666年），以左监门卫将军与李勣、契苾何力、高侃、薛仁贵东征高句丽。咸亨元年（670年），镇压高句丽将领剑牟岑的反叛。又和支持高句丽复国的新罗交战，是罗唐战争中，后期唐军的主帅。防御吐蕃时，累拜右领军大将军，为积石道经略大使。吐蕃论钦陵等率众十万人进攻湟中（今青海省湟水沿岸），李谨行以空城计待之。吐蕃疑有伏兵，不敢进。儀鳳元年（676年），于青海又破吐蕃数万众，唐高宗授其为镇军大将军，行右卫大将军，封燕国公。永淳二年（683年）七月二日去世于鄯州河源军，年六十四，追赠幽州刺史，陪葬乾陵。
夫人临汾郡夫人傅氏，春秋六十有一，垂拱元年（685年）七月十七日陪葬於乾陵。有子李思敬。

## 任职
- 解褐右武卫翊卫校尉，加游击将军、上柱国，封五原县男，
- 转右武卫怀□府□果毅都尉，
- 历左屯卫龙泉府左果毅、右武候肃慎府折冲，
- 转左屯、右骁二卫翊府左郎将，进封五原郡开国公，
- 加明威将军、行左屯卫翊府左郎将、左骁卫翊卫中郎将，
- 累迁右骁卫、左监门卫、右卫、右领军员外大将军、检校廓州刺史、积石道经略大使、检校右羽林军、右卫大将军。
- 永淳之年诏封燕国公，食邑三千户
- 赠镇国大将军、使持节都督幽檀妫易等州诸军事、幽州刺史、大将军、勋封并如故。

## 延伸阅读
[在维基数据编辑]
 《新唐書·卷110》，出自《新唐書》